# Thomas Power O'Connor
Thomas Power O'Connor conegut com a T. P. O'Connor (Athlone, 5 de desembre 1848 - Londres, 18 de novembre 1929) era periodista i activista del Partit Nacional d'Irlanda (en irlandès: Páirtí náisiúnaíoch na hÉireann), a part de ser diputat parlamentari per a la circumscripció electoral de Liverpool Scotland (la zona al voltant del Carrer d'Escòcia, a Liverpool, Anglaterra), per al Partit Nacional d'Irlanda des de 1885 fins a 1929. Ó Conchobhair estava involucrat en la lluita per a la independència del seu país toda la seva vida, tant dins d'Irlanda com a Anglaterra. Fora de la política, va destacar com a periodista i coneixedor de Prússia. Es va graduar en història i llengües modernes de la Universitat de Galway i per aquesta raó parlava correctament el francès i l'alemany.